# Nani for Kids
Nani for Kids é um álbum de estúdio da cantora Elaine de Jesus voltado para o público infantil, lançado em 2005. Foi indicado no Troféu Talento de 2006, como melhor álbum infantil, mas perdeu para o álbum Aline Barros & Cia, da cantora Aline Barros.

## Faixas
1. "Orquestra do Senhor"
2. "Ginástica de Deus"
3. "Obrigado"
4. "Zaqueu, Zaqueu"
5. "Aulinha de Inglês"
6. "Confusão na Floresta"
7. "Quem Foi que Fez ?"
8. "Canção do 1, 2, 3"
9. "A Vizinha Vovózinha"
10. "A Casa na Rocha"
11. "Telefone do Céu"
12. "Soldado de Jesus"
13. "É Bom Amar"